# Héliotrope
Heliotropium
Pour les articles homonymes, voir Héliotrope (homonymie).
Genre
Classification phylogénétique
Genre
Les héliotropes (genre Heliotropium) sont des plantes appartenant à la famille des Boraginacées, qui doivent leur nom au fait que leurs feuilles se tourneraient vers le soleil. Il en existe environ 250 espèces dans le monde, notamment dans les régions subtropicales. En Europe, on les rencontre surtout en région méditerranéenne. L'espèce la plus répandue est Heliotropium europaeum, l'héliotrope commun ou héliotrope d'Europe. L'héliotrope est également une couleur et un minéral.

## Histoire
Les héliotropes sont citées par Pline l'Ancien, dans plusieurs livres de son Histoire naturelle, publiée vers 77 (il y parle aussi du minéral héliotrope). Il y explique que, comme le lupin, elles tournent avec le soleil, même par temps couvert, tant elles ont de sympathie pour cet astre. La nuit, elles ferment leur fleur bleue, comme si elles le regrettait,. Toujours selon lui, il en existe deux espèces : le tricoccum et l'hélioscope. La première est un antidote contre le venin des serpents et des scorpions selon les dires d'Apollophane et d'Apollodore, parmi d'autres propriétés citées. Tandis qu'il attribue notamment à la seconde des vertus aphrodisiaques.

## Liste d'espèces
Selon ITIS (10 janvier 2014) :
- Heliotropium amplexicaule Vahl
- Heliotropium angiospermum Murray
- Heliotropium anomalum Hook. & Arn.
- Heliotropium arborescens L.
- Heliotropium arguzioides Kar. & Kir.
- Heliotropium confertifolium (Torr.) Torr. ex A. Gray
- Heliotropium curassavicum L.
- Heliotropium europaeum L.
- Heliotropium glabriusculum (Torr.) A. Gray
- Heliotropium greggii Torr.
- Heliotropium guanicense Urb.
- Heliotropium indicum L.
- Heliotropium microphyllum Sw. ex Wikstr.
- Heliotropium molle (Torr.) I.M. Johnst.
- Heliotropium polyphyllum Lehm.
- Heliotropium powelliorum B.L. Turner
- Heliotropium pringlei B.L. Rob.
- Heliotropium racemosum Rose & Standl.
- Heliotropium ramosissimum (Lehm.) DC.
- Heliotropium supinum L.
- Heliotropium tenellum (Nutt.) Torr.
- Heliotropium texanum I.M. Johnst.
- Heliotropium torreyi I.M. Johnst.
- Heliotropium undulatifolium Turrill

Selon NCBI (10 janvier 2014) :
- Heliotropium abbreviatum
- Heliotropium adenogynum
- Heliotropium aegyptiacum
- Heliotropium amplexicaule
- Heliotropium angiospermum
- Heliotropium antillanum
- Heliotropium arbainense
- Heliotropium arborescens
- Heliotropium asperrimum
- Heliotropium bacciferum
- Heliotropium ballii
- Heliotropium bursiferum
- Heliotropium chenopodiaceum
- Heliotropium chrysanthum
- Heliotropium ciliatum
- Heliotropium confertiflorum
- Heliotropium convolvulaceum
- Heliotropium cupressinum
- Heliotropium curassavicum
- Heliotropium digynum
- Heliotropium elongatum
- Heliotropium eremogenum
- Heliotropium erosum
- Heliotropium europaeum
- Heliotropium filifolium
- Heliotropium floridum
- Heliotropium giessii
- Heliotropium glabriusculum
- Heliotropium glutinosum
- Heliotropium hirsutissimum
- Heliotropium huascoense
- Heliotropium humifusum
- Heliotropium incanum
- Heliotropium inconspicuum
- Heliotropium indicum
- Heliotropium krauseanum
- Heliotropium kurtzii
- Heliotropium lasiocarpum
- Heliotropium linariifolium
- Heliotropium lineare
- Heliotropium lippioides
- Heliotropium longiflorum
- Heliotropium longistylum
- Heliotropium mandonii
- Heliotropium megalanthum
- Heliotropium mendocinum
- Heliotropium messerschmidioides
- Heliotropium microstachyum
- Heliotropium molle
- Heliotropium myosotifolium
- Heliotropium nelsonii
- Heliotropium nicotianifolium
- Heliotropium oliverianum
- Heliotropium ovalifolium
- Heliotropium paronychioides
- Heliotropium patagonicum
- Heliotropium philippianum
- Heliotropium phylicoides
- Heliotropium pinnatisectum
- Heliotropium procumbens
- Heliotropium pulvinum
- Heliotropium pycnophyllum
- Heliotropium rariflorum
- Heliotropium sclerocarpum
- Heliotropium sinuatum
- Heliotropium stenophyllum
- Heliotropium strigosum
- Heliotropium styotrichum
- Heliotropium suaveolens
- Heliotropium submolle
- Heliotropium supinum
- Heliotropium taltalense
- Heliotropium tenuifolium
- Heliotropium transalpinum
- Heliotropium tubulosum
- Heliotropium verdcourtii
- Heliotropium veronicifolium
- Heliotropium zeylanicum

Selon The Plant List (10 janvier 2014) :
- Heliotropium abbreviatum Rusby
- Heliotropium acutiflorum Kar. & Kir.
- Heliotropium adenogynum I.M. Johnst.
- Heliotropium albiflorum Engl.
- Heliotropium amplexicaule Vahl
- Heliotropium anchusanthum Hiern
- Heliotropium anderssonii B.L. Rob.
- Heliotropium angiospermum Murray
- Heliotropium anomalum Hook. & Arn.
- Heliotropium arborescens L.
- Heliotropium argenteum Lehm.
- Heliotropium arguzioides Kar. & Kir.
- Heliotropium axillare Greenm.
- Heliotropium bacciferum Forssk.
- Heliotropium baclei DC.
- Heliotropium calcicola Fernald
- Heliotropium campestre Griseb.
- Heliotropium catamarcense I.M. Johnst.
- Heliotropium cerroleonense R. Degen
- Heliotropium chenopodiaceum (A.DC.) Clos
- Heliotropium chrysanthum Phil.
- Heliotropium ciliatum Kaplan
- Heliotropium confertifolium (Torr.) Torr. ex A. Gray
- Heliotropium convolvulaceum (Nutt.) A. Gray
- Heliotropium coriaceum Lehm.
- Heliotropium cremnogenum I.M. Johnst.
- Heliotropium curassavicum L.
- Heliotropium distantiflorum Hassl. ex I.M.Johnst.
- Heliotropium dolosum De Not.
- Heliotropium dunaense R. Degen
- Heliotropium ellipticum Ledeb.
- Heliotropium elongatum (Lehm.) Gürke
- Heliotropium eremogenum I.M.Johnst.
- Heliotropium erianthum I.M. Johnst.
- Heliotropium europaeum L.
- Heliotropium fallax I.M. Johnst.
- Heliotropium ferreyrae I.M. Johnst.
- Heliotropium filifolium I.M. Johnst.
- Heliotropium filiforme Lehm.
- Heliotropium floridum Clos
- Heliotropium foliosissimum J.F. Macbr.
- Heliotropium formosanum I.M.Johnst.
- Heliotropium fruticosum L.
- Heliotropium geissei F. Phil.
- Heliotropium giessii M. Friedrich
- Heliotropium gillianum (Riedl) Kazmi
- Heliotropium glabriusculum (Torr.) A. Gray
- Heliotropium glomeratum A. DC.
- Heliotropium glutinosum Phil.
- Heliotropium gnaphalodes L.
- Heliotropium greggii Torr.
- Heliotropium hasslerianum Chodat
- Heliotropium hereroense Schinz
- Heliotropium hintonii (I.M. Johnst.) I.M. Johnst.
- Heliotropium huascoense I.M. Johnst.
- Heliotropium incanum Ruiz & Pav.
- Heliotropium inconspicuum Reiche
- Heliotropium indicum L.
- Heliotropium intermedium Andrz.
- Heliotropium jaffiuelii I.M.Johnst.
- Heliotropium johnstonii Ragon.
- Heliotropium karwinskyi I.M. Johnst.
- Heliotropium kotschyi Gürke
- Heliotropium krauseanum Fedde
- Heliotropium kurtzii Gangui
- Heliotropium lagoense (Warm.) Gürke
- Heliotropium lanceolatum Ruiz & Pav.
- Heliotropium lasiocarpum Fisch. & C.A.Mey.
- Heliotropium leiocarpum Morong
- Heliotropium limbatum Benth.
- Heliotropium linariifolium Phil.
- Heliotropium lineare C.H. Wright
- Heliotropium lippioides Krause
- Heliotropium lobbii I.M. Johnst.
- Heliotropium longiflorum (A.DC.) Jaub. & Spach
- Heliotropium longistylum Phil.
- Heliotropium macrostachyum (DC.) Hemsl.
- Heliotropium madagascariense (Vatke) I.M. Johnst.
- Heliotropium mandonii I.M. Johnst.
- Heliotropium margaritense Hassl. ex I.M.Johnst.
- Heliotropium marifolium J.König ex Retz.
- Heliotropium megalanthum I.M. Johnst.
- Heliotropium mendocinum Phil.
- Heliotropium michoacanum I.M. Johnst.
- Heliotropium micranthum (Pall.) Bunge
- Heliotropium microphyllum Sw. ex Wikstr.
- Heliotropium microstachyum Ruiz & Pav.
- Heliotropium molle (Torr.) I.M. Johnst.
- Heliotropium myosotifolium (A.DC.) Reiche
- Heliotropium nicotianifolium Poir.
- Heliotropium ocellatum Cham.
- Heliotropium ovalifolium Forssk.
- Heliotropium oxylobum I.M. Johnst.
- Heliotropium pallescens I.M.Johnst.
- Heliotropium paniculatum R. Br.
- Heliotropium paradoxum (Mart.) Gürke
- Heliotropium parciflorum (Mart.) Gürke
- Heliotropium paronychioides DC.
- Heliotropium parvifolium Edgew.
- Heliotropium patagonicum A. DC.
- Heliotropium perrieri J.S.Mill.
- Heliotropium philippianum I.M.Johnst.
- Heliotropium phylicoides Cham.
- Heliotropium pilosum Ruiz & Pav.
- Heliotropium pinnatisectum R.L. Pérez-Mor.
- Heliotropium piurense I.M. Johnst.
- Heliotropium polyanthellum I.M. Johnst.
- Heliotropium polyphyllum Lehm.
- Heliotropium pringlei B.L. Rob.
- Heliotropium procumbens Mill.
- Heliotropium pseudoindicum H.Chuang
- Heliotropium pterocarpum (DC. & A.DC.) Hochst. & Steud. ex Bunge
- Heliotropium pueblense Standl.
- Heliotropium purdiei I.M.Johnst.
- Heliotropium pycnophyllum Phil.
- Heliotropium queretaroanum I.M. Johnst.
- Heliotropium racemosum I.M. Johnst.
- Heliotropium ramosissimum (Lehm.) Sieber ex DC.
- Heliotropium rariflorum Stocks
- Heliotropium rufipilum (Benth.) I.M.Johnst.
- Heliotropium ruiz-lealii I.M. Johnst.
- Heliotropium salicioides Cham.
- Heliotropium schreiteri I.M. Johnst.
- Heliotropium sclerocarpum Phil.
- Heliotropium sessei I.M. Johnst.
- Heliotropium sinuatum (Miers) I.M.Johnst.
- Heliotropium stenophyllum Hook. & Arn.
- Heliotropium steudneri Vatke
- Heliotropium stevenianum Andrz.
- Heliotropium strigosum Willd.
- Heliotropium suaveolens M.Bieb.
- Heliotropium submolle Klotzsch
- Heliotropium supinum L.
- Heliotropium szovitsii Bunge
- Heliotropium taltalense (Phil.) I.M.Johnst.
- Heliotropium tenellum (Nutt.) Torr.
- Heliotropium ternatum Vahl
- Heliotropium tiaridioides Cham.
- Heliotropium toratense I.M. Johnst.
- Heliotropium torreyi I.M. Johnst.
- Heliotropium transalpinum Vell.
- Heliotropium veronicifolium Griseb.
- Heliotropium wigginsii I.M. Johnst.
- Heliotropium zeylanicum (Burm.f.) Lam.

Selon Tropicos (10 janvier 2014) (Attention liste brute contenant possiblement des synonymes) :
- Heliotropium abbreviatum Rusby
- Heliotropium acutiflorum Kar. & Kir.
- Heliotropium adenogynum I.M. Johnst.
- Heliotropium aegyptiacum Lehm.
- Heliotropium afghanicum Boiss.
- Heliotropium africanum Schum. & Thonn.
- Heliotropium albiflorum Engl.
- Heliotropium alii Y.J. Nasir
- Heliotropium americanum Mill.
- Heliotropium amplexicaule Vahl
- Heliotropium anchusanthum Hiern
- Heliotropium anderssonii B.L. Rob.
- Heliotropium andinum Rusby
- Heliotropium angiospermum Murray
- Heliotropium angustifolium Raf.
- Heliotropium anomalum Hook. & Arn.
- Heliotropium antillanum Urb.
- Heliotropium applanatum Thulin & Verdc.
- Heliotropium arbainense Fresen.
- Heliotropium arborescens L.
- Heliotropium arenarium Vatke
- Heliotropium arenicola Rech. f. & Riedl
- Heliotropium argenteum Lehm.
- Heliotropium arguzioides Kar. & Kir.
- Heliotropium asperrimum (Andersson) Andersson
- Heliotropium assurgens I.M. Johnst.
- Heliotropium aucheri DC.
- Heliotropium auratum Phil.
- Heliotropium axillare Greenm.
- Heliotropium bacciferum Forssk.
- Heliotropium baclei DC.
- Heliotropium baluchistanicum Kazmi
- Heliotropium bangii Rusby
- Heliotropium barbatum DC.
- Heliotropium benadirense Chiov.
- Heliotropium biannulatiforme Popov
- Heliotropium biannulatum Bunge
- Heliotropium bicolor Hochst. & Steud.
- Heliotropium bogdanii Czukav.
- Heliotropium bolivianum Rusby
- Heliotropium brachystachyum (DC.) Griseb.
- Heliotropium brahuicum Stocks
- Heliotropium brasilianum Roth
- Heliotropium breanum Phil.
- Heliotropium brevifolium Wall.
- Heliotropium bridgesii Rusby
- Heliotropium bucharicum B. Fedtsch.
- Heliotropium bullockii Verdc.
- Heliotropium burmanni Roem. & Schult.
- Heliotropium bursiferum C. Wright ex Griseb.
- Heliotropium cabulicum Bunge
- Heliotropium calcareum Stocks
- Heliotropium calcicola Fernald
- Heliotropium californicum Greene
- Heliotropium campechianum Willd. ex Lehm.
- Heliotropium campestre Griseb.
- Heliotropium canescens Kunth
- Heliotropium canum Phil.
- Heliotropium capense Lehm.
- Heliotropium carmanicum Bunge
- Heliotropium catamarcense I.M. Johnst.
- Heliotropium cerroleonense R. Degen
- Heliotropium chenopodiaceum (A. DC.) Clos
- Heliotropium chenopodioides Humb. & Bonpl. ex Willd.
- Heliotropium chilense Bertero
- Heliotropium chorassanicum Bunge
- Heliotropium chrysanthum Phil.
- Heliotropium ciliatum Kaplan
- Heliotropium cinerascens Steud. & DC.
- Heliotropium cinereum Kunth
- Heliotropium claussenii A. DC.
- Heliotropium confertifolium (Torr.) Torr. ex A. Gray
- Heliotropium constrictum Kaplan
- Heliotropium convolvulaceum (Nutt.) A. Gray
- Heliotropium cordifolium Moench
- Heliotropium cordofanum Hochst. ex DC.
- Heliotropium coriaceum Lehm.
- Heliotropium cornutum I.M. Johnst.
- Heliotropium coromandelianum Retz.
- Heliotropium corymbosum Ruiz & Pav.
- Heliotropium cremnogenum I.M. Johnst.
- Heliotropium crispiflorum Urb.
- Heliotropium crispulum Gürke
- Heliotropium crispum Desf.
- Heliotropium cubense Urb.
- Heliotropium curassavicum L.
- Heliotropium dasycarpum Gürke
- Heliotropium decumbens Lehm.
- Heliotropium dichroum Urb.
- Heliotropium diffusum Britton
- Heliotropium digitatum
- Heliotropium disciforme Akhani
- Heliotropium dissimile N.E. Br.
- Heliotropium dissitiflorum Boiss.
- Heliotropium dolosum De Not.
- Heliotropium drepanophyllum Baker
- Heliotropium dunaense R. Degen
- Heliotropium eggersii Urb.
- Heliotropium eichwaldii Steud.
- Heliotropium ekmanii Urb.
- Heliotropium elegans Urb. & Ekman
- Heliotropium ellipticum (Fresen.) Gürke
- Heliotropium elongatum Hoffm. ex Roem. & Schult.
- Heliotropium erectum Lam.
- Heliotropium eremogenum I.M. Johnst.
- Heliotropium erianthum I.M. Johnst.
- Heliotropium erongense Dinter ex Friedr.-Holzh.
- Heliotropium erosum Lehm.
- Heliotropium esfandiarii Akhani & Riedl
- Heliotropium europaeum L.
- Heliotropium fallax I.M. Johnst.
- Heliotropium fartakense Sw.
- Heliotropium fedtschenkoanum Popov
- Heliotropium ferreyrae I.M. Johnst.
- Heliotropium filifolium (Miers) I.M. Johnst.
- Heliotropium filiforme Lehm.
- Heliotropium floribunda A. DC.
- Heliotropium floridum (A. DC.) Clos
- Heliotropium foertherianum Diané & Hilger
- Heliotropium foetidum Salisb.
- Heliotropium foliosissimum J.F. Macbr.
- Heliotropium foliosum Roem. & Schult.
- Heliotropium formosanum I.M. Johnst.
- Heliotropium fruticosum L.
- Heliotropium fumana (Fresen. in Martius) Gürke
- Heliotropium gardneri Gürke
- Heliotropium geissei F. Phil. ex Phil.
- Heliotropium geissii Friedrich
- Heliotropium genovefae I.M. Johnst.
- Heliotropium gibbosum M. Friedr.
- Heliotropium giessii M. Friedrich
- Heliotropium gillianum (Riedl) Kazmi
- Heliotropium glabriusculum (Torr.) A. Gray
- Heliotropium glaucophyllum Moench
- Heliotropium glaucum Salisb.
- Heliotropium glomeratum A. DC.
- Heliotropium glomerulifolium Urb. & Ekman
- Heliotropium glutinosum Phil.
- Heliotropium gnaphalodes L.
- Heliotropium gorinii Chiov.
- Heliotropium grande Popov
- Heliotropium grandiflorum Aucher ex DC.
- Heliotropium greenmanii Wiggins
- Heliotropium greggii Torr.
- Heliotropium guanicense Urb.
- Heliotropium guantanamense Urb.
- Heliotropium gymnostomum Hemsl.
- Heliotropium gypsaceum Rech. f. & Riedl
- Heliotropium haitiense Urb.
- Heliotropium harareense E.S. Martins
- Heliotropium hasslerianum Chodat
- Heliotropium helophilum Mart.
- Heliotropium hereroense Schinz
- Heliotropium hintonii (I.M. Johnst.) I.M. Johnst.
- Heliotropium hirsutissimum Grauer
- Heliotropium hirtum Lehm.
- Heliotropium hispidulum Phil.
- Heliotropium hispidum (sv) Kunth
- Heliotropium horizontale Small
- Heliotropium horminifolium Mill.
- Heliotropium huascoense I.M. Johnst.
- Heliotropium humboldtianum Roem. & Schult.
- Heliotropium humifusum Kunth
- Heliotropium humile Lam.
- Heliotropium humistratum Cham.
- Heliotropium hypogaeum Urb. & Ekman
- Heliotropium imbricatum Griseb.
- Heliotropium inaguense Britton
- Heliotropium incanum Ruiz & Pav.
- Heliotropium inconspicuum Dinter ex Vaupel
- Heliotropium indicum L.
- Heliotropium intermedium Andrz.
- Heliotropium inundatum Sw.
- Heliotropium izagae Phil.
- Heliotropium jaffuelii I.M. Johnst.
- Heliotropium jaliscense J.F. Macbr.
- Heliotropium johnstonii Ragon.
- Heliotropium karwinskyi I.M. Johnst.
- Heliotropium katangense Gürke
- Heliotropium khyberianum Riedl
- Heliotropium kingii (Phil.) Reiche
- Heliotropium kotschyi Gürke
- Heliotropium kowalenskyi Stschegl.
- Heliotropium kralikii Pomel
- Heliotropium krauseanum Fedde
- Heliotropium kuntzei Gürke
- Heliotropium kurtzii Gangui
- Heliotropium lagoense (Warm.) Gürke
- Heliotropium lamondiae Kazmi
- Heliotropium lanatum Kunth
- Heliotropium lanceolatum Ruiz & Pav.
- Heliotropium lancifolium Sessé & Moc.
- Heliotropium lasiocarpum Fisch. & C.A. Mey.
- Heliotropium latifolium Willd. ex Lehm.
- Heliotropium leavenworthii Torr.
- Heliotropium lehmannianum Bruns
- Heliotropium leiocarpum Morong
- Heliotropium leptostachyum Gürke
- Heliotropium limbatum Benth.
- Heliotropium linariifolium Phil.
- Heliotropium lineare C.H. Wright
- Heliotropium lineatum Vahl
- Heliotropium linifolium Lehm.
- Heliotropium lippioides Krause
- Heliotropium lithospermifolium Speg.
- Heliotropium littorale Steven
- Heliotropium litwinowii Popov
- Heliotropium lobbii I.M. Johnst.
- Heliotropium longicalyx Rech. f.
- Heliotropium longiflorum Jaub.
- Heliotropium longipetiolatum (Fresen.) Gürke
- Heliotropium longistylum Phil.
- Heliotropium macrantha Gürke
- Heliotropium macrodon Gürke
- Heliotropium macrophyllum I.M. Johnst.
- Heliotropium macrostachyum (DC.) Hemsl.
- Heliotropium madagascariense (Vatke) I.M. Johnst.
- Heliotropium madurense Riedl
- Heliotropium makranicum Rech. f. & Esfand.
- Heliotropium mandonii I.M. Johnst.
- Heliotropium marchionicum Decne.
- Heliotropium margaritense Hassl. ex I.M. Johnst.
- Heliotropium marifolium Retz.
- Heliotropium maroccanum Lehm.
- Heliotropium maximum Chodat & Hassl.
- Heliotropium megalanthum I.M. Johnst.
- Heliotropium mendocinum Phil.
- Heliotropium messerschmidiodes Kuntze
- Heliotropium mexicanum Greenm.
- Heliotropium michoacanum I.M. Johnst.
- Heliotropium micranthum (Pall.) Bunge
- Heliotropium microcalyx Ruiz & Pav.
- Heliotropium microphyllum Sw.
- Heliotropium microstachyum Ruiz & Pav.
- Heliotropium molle (Torr.) I.M. Johnst.
- Heliotropium monostachyum Cham. & Schltdl.
- Heliotropium montevidense Arechav.
- Heliotropium multiflorum Rech. f., Aellen & Esfand.
- Heliotropium myosotifolium (A. DC.) Reiche
- Heliotropium myosotoides Chapm.
- Heliotropium myriophyllum Urb.
- Heliotropium nanum Northr.
- Heliotropium nashii Millsp.
- Heliotropium nelsonii C.H. Wright
- Heliotropium nicotianifolium Poir.
- Heliotropium nigerinum A. Chev.
- Heliotropium nodulosum Rech. f., Aellen & Esfand.
- Heliotropium nuttallii House
- Heliotropium oaxacanum DC.
- Heliotropium oblongifolium M. Martens & Galeotti
- Heliotropium ocellatum Cham.
- Heliotropium oculatum A. Heller
- Heliotropium odoratum Moench
- Heliotropium odorum Gürke
- Heliotropium olgae Bunge
- Heliotropium oliganthum Rech. f., Aellen & Esfand.
- Heliotropium oliveranum Schinz
- Heliotropium ophioglossum C.B. Clarke
- Heliotropium oppositifolium Ruiz & Pav.
- Heliotropium orientale L.
- Heliotropium ottonianum Roem. & Schult.
- Heliotropium ottonii Lehm.
- Heliotropium ovalifolium Forssk.
- Heliotropium oxylobum I.M. Johnst.
- Heliotropium pallens Delile
- Heliotropium pallescens I.M. Johnst.
- Heliotropium palmeri Greenm.
- Heliotropium paniculatum R. Br.
- Heliotropium paradoxum Gürke
- Heliotropium parciflorum Griseb.
- Heliotropium paronychioides A. DC.
- Heliotropium parviflorum L.
- Heliotropium parvifolium Edgew.
- Heliotropium parvulum Popov
- Heliotropium patagonicum A. DC.
- Heliotropium patibilcense Kunth
- Heliotropium pearcei Phil.
- Heliotropium pectinatum Vaupel
- Heliotropium pedicellare Urb. & Ekman
- Heliotropium perrieri J.S. Mill.
- Heliotropium persicum Boiss.
- Heliotropium petraeum Brandegee
- Heliotropium philippianum I.M. Johnst.
- Heliotropium phylicoides Cham.
- Heliotropium phyllostachyum Torr.
- Heliotropium physocalycium Donn. Sm.
- Heliotropium pileiforme Czukav.
- Heliotropium pilosum Ruiz & Pav.
- Heliotropium pinnatisectum R.L. Pérez-Mor.
- Heliotropium pinnatum Vahl
- Heliotropium piurense I.M. Johnst.
- Heliotropium plumerii Urb. & Ekman
- Heliotropium polyanthellum I.M. Johnst.
- Heliotropium polyphyllum Lehm.
- Heliotropium popovii Riedl
- Heliotropium portulacoides DC. ex Bello
- Heliotropium pringlei B.L. Rob.
- Heliotropium procumbens Mill.
- Heliotropium pseudoindicum H. Chuang
- Heliotropium pseudostrigosum Dinter
- Heliotropium pterocarpum (DC. & A. DC.) Hochst. & Steud. ex Bunge
- Heliotropium pueblense Standl.
- Heliotropium pullulans Gürke
- Heliotropium purdiei I.M. Johnst.
- Heliotropium pustulatum Kaplan
- Heliotropium pycnophyllum Phil.
- Heliotropium queretaroanum I.M. Johnst.
- Heliotropium racemosum I.M. Johnst.
- Heliotropium radula Fisch. & C.A. Mey.
- Heliotropium ramosissimum (Lehm.) DC.
- Heliotropium rariflorum Stocks
- Heliotropium remotiflorum Rech. f. & Riedl
- Heliotropium repens Griseb.
- Heliotropium reversiferum C. Wright ex Millsp.
- Heliotropium rigidifolium A. DC.
- Heliotropium rigidulum DC.
- Heliotropium rogersii Kaplan
- Heliotropium rosmarinifolium Phil.
- Heliotropium rostratum Fernald
- Heliotropium rotundifolium Sieber ex Lehm.
- Heliotropium rufipilum (Benth.) I.M. Johnst.
- Heliotropium rugosum M. Martens & Galeotti
- Heliotropium ruiz-lealii I.M. Johnst.
- Heliotropium rupestre M. Martens & Galeotti
- Heliotropium rutipilum I.M. Johnst.
- Heliotropium salicioides Cham.
- Heliotropium salsum Griseb.
- Heliotropium salzmanii DC.
- Heliotropium samoliflorum Bunge
- Heliotropium saonae Alain
- Heliotropium sarmentosum (Lam.) Craven
- Heliotropium scabrum Retz.
- Heliotropium schreiteri I.M. Johnst.
- Heliotropium sclerocarpum Phil.
- Heliotropium scorpioides Kunth
- Heliotropium scotteae Rendle
- Heliotropium seravschanicum Popov
- Heliotropium seriocarpum Bunge
- Heliotropium serpylloides Griseb.
- Heliotropium sessei I.M. Johnst.
- Heliotropium sessilistigma Hutch. & E.A. Bruce
- Heliotropium sidaefolium Cham.
- Heliotropium simile Vatke
- Heliotropium simplex Meyen
- Heliotropium sinuatum (Miers) I.M. Johnst.
- Heliotropium sogdianum Bunge
- Heliotropium spathulatum Rydb.
- Heliotropium sphaerococcum Urb.
- Heliotropium stellulatum Maire
- Heliotropium stenophyllum Hook. & Arn.
- Heliotropium stenosepala Krause
- Heliotropium steudneri Vatke
- Heliotropium stevenianum Andrz.
- Heliotropium strictissimum Moric. ex A. DC.
- Heliotropium strictum Kunth
- Heliotropium strigosum Willd.
- Heliotropium styligerum Trautv.
- Heliotropium stylosum Phil.
- Heliotropium suaveolens M. Bieb.
- Heliotropium submolle Klotzsch
- Heliotropium subracemosa Gürke
- Heliotropium subulatum (Hochst. ex DC.) Hochst. ex Martelli
- Heliotropium suffruticescens Pomel
- Heliotropium supinum L.
- Heliotropium synzystachyum Ruiz & Pav.
- Heliotropium szovitsii Bunge
- Heliotropium taftanicum Rech. f., Aellen & Esfand.
- Heliotropium taltalense (Phil.) I.M. Johnst.
- Heliotropium tarmense Krause
- Heliotropium tenellum Torr.
- Heliotropium ternatum Vahl
- Heliotropium texanum I.M. Johnst.
- Heliotropium tiaridioides Cham.
- Heliotropium toratense I.M. Johnst.
- Heliotropium torreyi I.M. Johnst.
- Heliotropium transalpinum Vell.
- Heliotropium transoxanum Bunge
- Heliotropium trinitense Urb.
- Heliotropium trinitensis Urb.
- Heliotropium tubulosum E. Mey. ex DC.
- Heliotropium turcomanicum M. Pop. & Korov.
- Heliotropium tzvelevii T.N. Popova
- Heliotropium ulophyllum Rech. f. & Riedl
- Heliotropium undulatifolium Turrill
- Heliotropium undulatum Vahl
- Heliotropium uninerve Urb.
- Heliotropium urbanianum K. Krause
- Heliotropium verdcourtii Craven
- Heliotropium vernicosum Phil.
- Heliotropium veronicifolium Griseb.
- Heliotropium villosum Sieber ex DC.
- Heliotropium wigginsii I.M. Johnst.
- Heliotropium willdenowii G. Don
- Heliotropium xerophilum Cockerell
- Heliotropium xinjiangense Y.L. Liu
- Heliotropium zeylanicum Lam.

Selon World Register of Marine Species (10 janvier 2014) :
- Heliotropium angiospermum Murray, 1770
- Heliotropium curassavicum Linnaeus, 1753

### Quelques espèces de la flore française
- Heliotropium amplexicaule Vahl
- Heliotropium arborescens L.
- Heliotropium bacciferum Forssk.
- Heliotropium curassavicum L.
- Heliotropium doliosum De Not.
- Heliotropium europaeum L.
- Heliotropium suaveolens M.Bieb.
- Heliotropium supinum L.

## Dans la culture populaire

### Langage des fleurs
Dans le langage des fleurs, l'héliotrope symbolise l'attachement. Au moyen âge, l'héliotrope représentait l'inspiration divine. Dans Trois contes Gustave Flaubert fait le choix de cette fleur pour arborer les couloirs du château où vivent Saint Julien l'Hospitalier et ses parents pour annoncer, symboliquement, le destin de Saint Julien. "[...] à tous les étages, dans un pot d'argile peinte, un basilic ou un héliotrope s'épanouissait." Le basilic représentant, quant à lui, la cruauté.

### Calendrier républicain
L'héliotrope voit son nom attribué au 6e jour du mois de brumaire du calendrier républicain ou révolutionnaire français, généralement chaque 27 octobre du calendrier grégorien.

### Divers
- « Melpomène se parfume à l’héliotrope » est :
  - un « message personnel » donné par la BBC (Radio Londres) dans le cadre de la mythique émission quotidienne Les Français parlent aux Français pour annoncer le passage à Londres de René Massigli (futur commissaire aux Affaires étrangères de la France libre) ;
  - un ouvrage de Michel Roger Augeard consacré au quotidien de la Résistance au fil des messages personnels (JC Lattès, 2012).
- À Bruxelles, plus précisément à Schaerbeek, un arrêt de tramway de la ligne 7 porte le nom Héliotrope.